# The Lost King
The Lost King es una película biográfica británica de 2022 dirigida por Stephen Frears. Escrita por Steve Coogan y Jeff Pope, está basada en el libro de 2013 The King's Grave: The Search for Richard III de Philippa Langley y Michael Jones. Es una dramatización de la historia de Philippa Langley, interpretada por la actriz Sally Hawkins, la mujer que inició la búsqueda para encontrar los restos del rey Ricardo III debajo de un estacionamiento en Leicester, y su trato por parte de la Universidad de Leicester al reclamar el crédito por el descubrimiento. Coogan y Harry Lloyd también aparecen en el elenco.
The Lost King fue producida por Pathé, Baby Cow, BBC Film e Ingenious Media, y Pathé la distribuyó en Francia y Suiza como distribuidor independiente, y en el Reino Unido a través de Warner Bros. Pictures. La película se estrenó en el 47° Festival Internacional de Cine de Toronto el 10 de septiembre de 2022 y en el Reino Unido el 7 de octubre. The Lost King recibió valoraciones generalmente positivas de los críticos.